# Code Unique Architekten

HafenCity Universität Hamburg

Marie-Curie-Gymnasium, Dresden

Parkarena, Neukieritzsch

Schwimmsportkomplex, Dresden Vogelschau (noch im Bau)

Die Code Unique Architekten GmbH (Eigenschreibweise: CODE UNIQUE Architekten) ist ein 1998 von Volker Giezek und Martin Boden-Peroche gegründetes Architekturbüro mit Sitz in Dresden.

## Code Unique
Der Name des Büros, CODE UNIQUE, stammt von einer Installation, die die Bürogründer Volker Giezek und Martin Boden-Peroche 1996 für eine Ausstellungsreihe der temporären Dresdner Galerie „Zwischenstation“ schufen. Die Objektinstallation visualisierte einen imaginären Entwurfsprozess als Überlagerung von aufgenommenen Bildern des Ortes, Impressionen, Farben und Fakten. Mit den sich bei der Überschneidung aller Darstellungen bildenden Schatten wurde ein Streifencode erzeugt, welcher Ort und Zeit individuell charakterisiert und definiert.
Das in Dresden ansässige Team erhält einen Großteil seiner Projektaufträge durch die erfolgreiche Teilnahme an Architekturwettbewerben. Die realisierten Bauprojekte verbinden ökologische Verantwortung mit wirtschaftlicher Effizienz und einer klaren, zeitlosen Formensprache. Der Schwerpunkt der Entwurfsplanung liegt auf einer kontextsensiblen Gestaltung, die eine behutsame Integration in die bestehende städtebauliche Struktur priorisiert und zugleich auf die individuellen Bedürfnisse der Nutzerinnen und Nutzer abgestimmt ist.

## Projekte

### In Dresden
- 2003–2006: Fakultät Informatik Technische Universität Dresden, Neubau
- 2005–2006: Gymnastik- und Trockensprunghalle Dresden, Sanierung
- 2004–2009: Hochschule für Bildende Künste Dresden, Sanierung
- 2005–2009: Programmkino OST Dresden, Neubau und Sanierung
- 2006–2008: Einfamilienhaus Prugger, Neubau
- 2011–2012: Einfamilienhaus Güldner, Neubau
- 2008–2014: Marie-Curie-Gymnasium Dresden, Neubau und Sanierung
- 2011–2015: Hochleistungsrechenzentrum HRSK II Dresden, Neubau

- 2010–2019: Schwimmsportkomplex Freiberger Platz Dresden, Neubau und Sanierung
- 2010–2022: Universitätsverwaltung Fritz-Foerster-Bau der Technische Universität Dresden, Sanierung
- 2013–2019: Service- und Logistikzentrum der Landespolizeidirektion Sachsen, Neubau
- 2018–2021: Trinitatiskirche (Dresden), Neubau und Sanierung

### In anderen Orten
- 2005–2007: Festhalle Plauen, Neubau
- 2009–2012: ParkArena Neukieritzsch, Neubau
- 2007–2014: HafenCity Universität Hamburg, Neubau
- 2007–2023: Polizeidirektion Südwest-Sachsen in Zwickau, Neubau und Sanierung
- 2010–2014, 2017-2024: Clemens-Winkler-Bau der Technischen Universität Bergakademie Freiberg, Neubau
- 2011–2014: Messehalle – CityCube Berlin, Neubau
- 2011–2014: Kälteinsel II Technische Universität Bergakademie Freiberg, Neubau

- 2012–2020: Materials Resource Management, Universität Augsburg, Neubau
- 2014–2021: Hörsaal-, Seminar- und Bibliotheksgebäude Homburg, Universitätsklinikum Saarland, Neubau
- 2016–2020: Stadtarchiv Greifswald, Neubau
- 2017–2023: Sporthalle Geyer, Neubau
- 2018–2023: Oberschule am Richard-Hartmann-Platz Chemnitz, Neubau
- 2018–2024: Schwimmsportkomplex Chemnitz-Bernsdorf, Neubau
- seit 2014: Verwaltungsgebäude für den Deutschen Bundestag Berlin (im Bau), Neubau
- seit 2014: Bundespolizeipräsidium Potsdam (im Bau), Neubau
- seit 2014: Departement für Chemie und Didaktiken der Naturwissenschaften Universität Köln (im Bau), Neubau
- seit 2016: Markgräfin-Wilhelmine-Gymnasium Bayreuth (im Bau), Neubau und Sanierung
- seit 2017: Campus am Inselplatz (im Bau), FSU Jena, Neubau
- seit 2017: Mathematikgebäude und das Gebäude für Interdisziplinäres Zentrum für Modellierung und Simulation (IMOS) der Technische Universität Berlin (im Bau), Neubau
- seit 2018: Hochschulbibliothek & -archiv Hochschule Mittweida (in Planung), Neubau
- seit 2021: Geschichtsort Kyffhäuser - Museale Nutzung, Umgestaltung und barrierefreie Erschließung der oberen Burganlage / Sanierung der mittelalterlichen Bausubstanz (in Planung)
- seit 2021: Betriebs-, Labor- und Verwaltungsgebäude der Stadtentwässerung und Umweltanalytik in Nürnberg (im Bau)
- seit 2022: Forschungsgebäude FORUM der Universität Konstanz (in Planung), Neubau
- seit 2022: Jägermeister, Fasslager (im Bau), Neubau
- seit 2023: Bildung-, Kultur- und Sportzentrum in Irxleben (in Planung), Neubau
- seit 2023: Institutsgebäude Chemie (in Planung), TU Chemnitz, Neubau
- seit 2024: Schickhardt-Gemeinsschaftsschule in Stuttgart (in Planung), Neubau und Sanierung
- seit 2025: 5. Erweiterungsbau der Deutschen Nationalbibliothek in Leipzig (in Planung), Neubau

## Auszeichnungen
- 2009: European Aluminium in Renovation Award – für Hochschule für Bildende Künste Dresden
- 2013: Sächsischer Staatspreis für Baukultur – für ParkArena Neukieritzsch
- 2014: Nominierung AIT Award – für ParkArena Neukieritzsch
- 2014: BDA Hamburg Architektur Preis – für HafenCity Universität Hamburg
- 2014: Iconic Award – für HafenCity Universität Hamburg
- 2015: Sächsischer Staatspreis für Baukultur – für Programmkino OST Dresden[2]
- 2016: Architekturpreis des BDA Sachsen (Anerkennung) – für Clemens-Winkler-Bau der Technischen Universität Bergakademie Freiberg[3]
- 2017: Sächsischer Staatspreis für Baukultur (Engere Wahl) - für Hochschule für Bildende Künste Dresden
- 2018: Architekturpreis des BDA Sachsen (Anerkennung) - für Hochleistungsrechenzentrum HRSK II Dresden
- 2020: Erlweinpreis (Besondere Anerkennung) - für Schwimmsportkomplex Freiberger Platz Dresden
- 2021: Architekturpreis des BDA Mecklenburg-Vorpommern (Anerkennung) - für Stadtarchiv in Greifswald
- 2022: Landesbaupreis Mecklenburg-Vorpommern (Belobigung) - für Stadtarchiv in Greifswald
- 2022: Sächsischer Staatspreis für Baukultur (Engere Wahl) - für Trinitatiskirche (Dresden)
- 2023: Deutscher Architekturpreis (Anerkennung) - für Trinitatiskirche (Dresden)
- 2023: Architekturpreis Beton (Engere Wahl) - für Trinitatiskirche (Dresden)
- 2024: ArchitekturForum Zwickau - für Polizeidirektion Südwest-Sachsen in Zwickau
- 2024: Erlweinpreis (Besondere Anerkennung) - für Trinitatiskirche (Dresden)
- 2024: Architekturpreis des BDA Sachsen - für Trinitatiskirche (Dresden)
- 2024: Deutscher Hochschulbaupreis - Universitätsverwaltung Fritz-Foerster-Bau der Technische Universität Dresden